# بعد مهمانی (ترانه)
«بعد مهمانی» (به انگلیسی: After Party) ترانه‌ای از رپر و خوانندهٔ آمریکایی دان تالیور می‌باشد که در ۲۳ ژوئن سال ۲۰۲۰ از سوی کاکتوس جک رکوردز، آتلانتیک رکوردز و وی ران ایت انترتینمنت به‌عنوان چهارمین تک‌آهنگ آلبوم استودیویی وی تحت عنوان بهشت یا جهنم منتشر گردید.
این ترانه در برخی شبکه‌های اجتماعی مانند تیک‌تاک و یوتیوب به محبوبیت دست یافت چرا که کاربران در آنجا میم‌هایی از این ترانه بر روی برگچه‌خوارها می‌ساختند که باعث شد «بعد مهمانی» به‌عنوان سرود برگچه‌خوارها شناخته شود.